# Потворув (Нижньосілезьке воєводство)
Потворув (пол. Potworów, нім. Rudegerisdorf) — село в Польщі, у гміні Бардо Зомбковицького повіту Нижньосілезького воєводства.
Населення — 259 осіб (2011).
У 1975-1998 роках село належало до Валбжиського воєводства.

## Демографія
Демографічна структура станом на 31 березня 2011 року:
|          | Загалом | Допрацездатний вік | Працездатний вік | Постпрацездатний вік |
| -------- | ------- | ------------------ | ---------------- | -------------------- |
| Чоловіки | 123     | 20                 | 90               | 13                   |
| Жінки    | 136     | 26                 | 78               | 32                   |
| Разом    | 259     | 46                 | 168              | 45                   |